# Oregon-Kompromiss

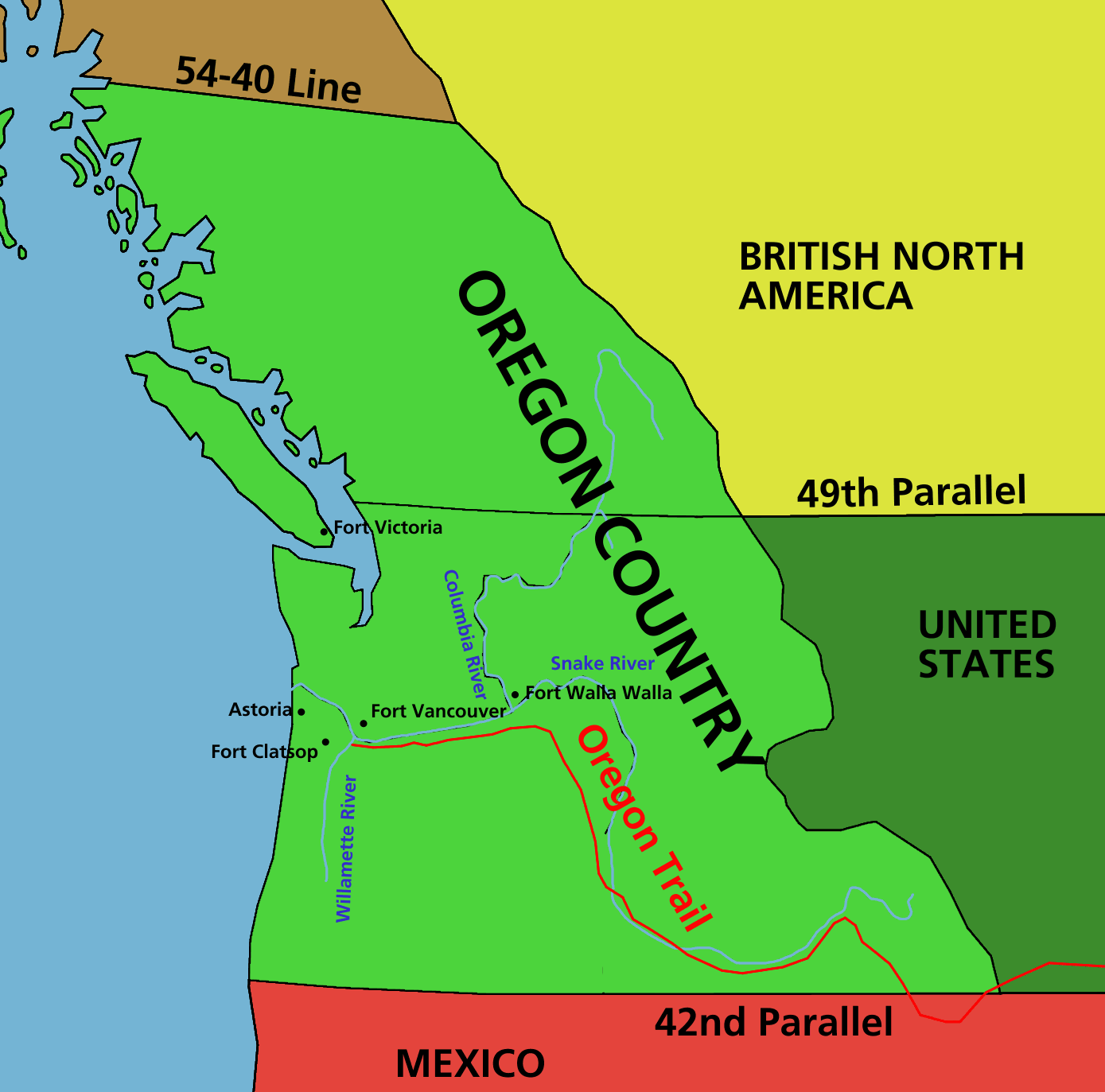
Karte des Oregon Country

Der Oregon-Kompromiss, auch Oregon Treaty genannt (offizielle Langform: Treaty with Great Britain, in Regard to Limits Westward of the Rocky Mountains), war ein bilateraler Vertrag zwischen dem Vereinigten Königreich und den Vereinigten Staaten im Jahre 1846, der den Grenzverlauf im Westen des amerikanischen Kontinents festschrieb. Er beendete jahrelange Grenzstreitigkeiten (Oregon Boundary Dispute).

## Vorgeschichte
Im Londoner Vertrag von 1818 war eine gemeinsame Nutzung der Region, welche von Amerikanern als Oregon Country und von den Briten als „Columbia District“ (daher British Columbia) bezeichnet wurde, vereinbart worden. Zum Zeitpunkt des Vertragsschlusses hatten die Vereinigten Staaten jedoch noch keine eigenen Interessen am Gebiet, so dass die Briten Oregon de facto alleine nutzten. Die Trapper und Pelzhändler der britischen Hudson’s Bay Company waren die einzigen Weißen, der Pelzhandel die einzige Nutzung. Mit der Ausdehnung der amerikanischen Pelzhandelsinteressen über den Hauptkamm der Rocky Mountains ab 1824 durch die Rocky Mountain Fur Company und dem Beginn der amerikanischen Indianer-Mission durch Marcus Whitman ab 1836 in Walla Walla wurde diese Situation jedoch immer weniger tragbar für beide Seiten. James K. Polk, Kandidat der Demokraten und späterer Präsident der Vereinigten Staaten, ging mit der maximalen Gebietsforderung, 54°40' als nördliche Grenze des Oregon Country, in den Präsidentschaftswahlkampf 1844. Diese wurde ihm später oft unter der Parole „Fifty-Four Forty or Fight“ („Vierundfünfzig-vierzig oder Krieg“) als Wahlkampfslogan zugeschrieben, der jedoch erst in auf die Wahl folgenden Kongressdebatten geprägt wurde. Im Gegenzug forderten die Briten, die Grenzlinie auf den 42. Breitengrad, die damalige Grenze zu Mexiko, zu legen. Beiden Seiten ging es dabei um den Zugang zum Pazifischen Ozean.
Nach Beginn des Mexikanisch-Amerikanischen Krieges waren die Interessen und Kräfte der USA gebunden, so dass man einen Kompromiss anstrebte.

## Der Vertrag

Das Oregon-Territorium 1848 und die Grenzen der heutigen Bundesstaaten

Der Vertrag wurde dann von James Buchanan, dem damaligen Außenminister, und Richard Pakenham, dem bevollmächtigten Kronrat Königin Victorias, ausgehandelt und am 15. Juni 1846 in Washington D.C. unterzeichnet. Er legt fest, dass der 49. Breitengrad die Grenze zwischen den Vereinigten Staaten und dem Vereinigten Königreich auf dem amerikanischen Festland markiert. Vancouver Island bildete eine Ausnahme, da es vollständig den Briten zugesprochen wurde, obwohl es sich über den 49. Breitengrad hinunter nach Süden erstreckt.

## Geschichte seit dem Vertragsschluss
Der 49. Breitengrad wurde später zur amerikanisch-kanadischen Grenze, als British Columbia 1871 Teil von Kanada wurde. Aus dem amerikanischen Teil der Region wurde am 14. August 1848 das Oregon-Territorium gebildet. Im Jahr 1859 führte eine ungenaue Beschreibung der Grenze zum sogenannten „Pig War“ über den Besitz der San-Juan-Inselgruppe.